# Глотание огня

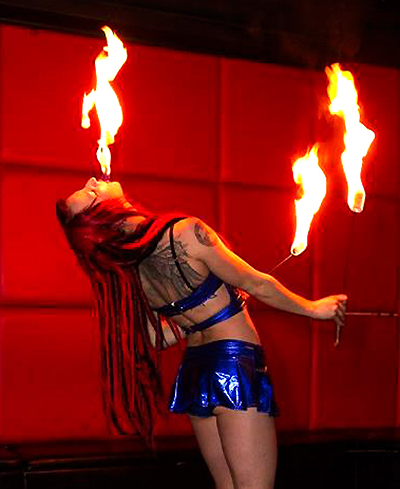
Артистка, выполняющая глотание огня

Глотание огня — цирковой трюк, также используемый в уличных представлениях и огненном шоу, заключающийся в эффекте глотания огня, достигаемого перекрытием доступа кислорода к огню при помещении небольшого факела в рот артиста. В упрощенном варианте артист может просто незаметно задувать факел не закрывая рта.
Глотание огня часто сопровождается такими трюками как перенос огня, проведение открытым огнём по телу, а также выдуванием огня.

## Рекорды

#### В книге рекордов Гиннесса
Согласно книге рекордов Гиннесса, рекорд по количеству потушенных факелов в минуту принадлежит артисту по имени Preacher Muad’dib. Рекорд был установлен 18 ноября 2010 года в Англии, когда артист смог потушить факел 83 раза, используя только два факела. Другой рекорд Preacher Muad’dib установил 27 мая 2011 на сцене «Bizarre Ball» в Лондоне — потушил за 30 секунд 53 факела, за что и заслужил титул «The fastest fire-eater on Earth» (Самый быстрый глотатель огня на Земле).
Используя несколько факелов, Pascal Ackermann из Швейцарии смог за минуту затушить 89 факелов (1 апреля 2010 г. в Риме). За 30 секунд, используя несколько факелов, Hubertus Wawra смог затушить 39 факелов.

#### Мировой рекорд
Мировой рекорд принадлежит артисту из Нью Йорка Крисс Рэйли (Chris Reilly), также известному как Flambeaux, который смог продержать горящий факел во рту в течение 55,53 секунд .